# Conrad Nagel
Conrad Nagel (Keokuk, 16 marzo 1897 – New York, 24 febbraio 1970) è stato un attore statunitense, idolo del cinema muto. La sua carriera, negli anni cinquanta, continuò in televisione. Lavorò anche per la radio.
È uno dei 36 membri fondatori dell'Academy of Motion Picture Arts and Sciences (AMPAS) che nacque nel 1927, un'organizzazione per il miglioramento e la promozione mondiale del cinema. L'accademia, nel 1929, creò il Premio Oscar.

## Biografia
Nato in una famiglia dell'alta borghesia, suo padre Frank era un musicista e sua madre, Frances Murphy, cantava. Quando Conrad aveva tre anni, il padre divenne direttore del Conservatorio al Highland Park College e la famiglia si trasferì a Des Moines.

Dopo aver finito gli studi al college, il giovane Nagel partì per la California per tentare la via del cinema, il nuovo mezzo che si stava affermando: alto 1,83, biondo, occhi blu, di bell'aspetto, era il perfetto eroe da matinée per gli studios hollywoodiani che cercavano un eroe a tutto tondo per la nascente industria del cinema. 

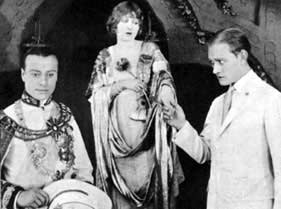
Conrad Nagel (a destra) con Theodore Kosloff e Mildred Harris in Paradiso folle (1921)

Il suo primo ruolo fu quello di Laurie in Little Women (1918), dal romanzo di Louisa May Alcott, un classico adattato numerose volte per lo schermo. Il successo fu immediato e Nagel divenne subito un divo. Lavorò per molti studios hollywoodiani, MGM, Paramount, Warner Brothers, RKO, Universal: nel passaggio dal muto al sonoro, ebbe pochi problemi e negli anni successivi continuò la sua carriera come caratterista di alto profilo. Lavorò per la radio e poi anche per la televisione.
Morì all'età di 72 anni, nel 1970 a New York. Fu cremato al Garden State Crematory di North Bergen, nel New Jersey, e sepolto nel Lutheran Cemetery di Warsaw, nell'Illinois.

### Matrimoni
Nagel si sposò e divorziò tre volte. Dalla prima moglie, Ruth Helms, ebbe nel 1920 una figlia, Ruth Margaret. Si sposò poi con l'attrice Lynn Merrick. La terza moglie fu Michael Coulson Smith, da cui ebbe, alla fine degli anni cinquanta, il figlio Michael.

## Riconoscimenti
Per il suo contributo all'industria cinematografica, radiofonica e televisiva, gli sono state assegnate tre stelle sulla Hollywood Walk of Fame: 1719 Vine Street (Cinema), 1752 Vine Street (Radio), e 1752 Vine Street (Televisione).
Nel 1940 gli venne conferito un Oscar alla carriera. Fu ospite alla terza cerimonia degli Oscar il 5 novembre 1930 e alla quinta edizione, il 18 novembre 1932. Insieme a Bob Hope, fu ospite alla venticinquesima edizione il 19 marzo 1953. Il periodo che intercorre tra il 1932 e il 1953, è un record per un ospite alle cerimonie degli Oscar.

## Filmografia parziale

### Cinema
- Little Women, regia di Harley Knoles (1918)
- The Lion and the Mouse, regia di Tom Terriss (1919)
- The Redhead, regia di Charles Maigne (1919)
- Romeo's Dad, regia di George Terwilliger (1919)
- The Fighting Chance, regia di Charles Maigne (1920)
- Unseen Forces, regia di Sidney Franklin (1920)
- Midsummer Madness, regia di William C. deMille (1920)
- What Every Woman Knows, regia di William C. de Mille (1921)
- The Lost Romance, regia di William C. deMille (1921)
- Sacred and Profane, regia di William Desmond Taylor (1921)
- Paradiso folle (Fool's Paradise), regia di Cecil B. DeMille (1921)
- Il frutto proibito (Forbidden Fruit), regia di Cecil B. DeMille (1921)
- Hate, regia di Maxwell Karger (1922)
- La coppia ideale (Saturday Night), regia di Cecil B. DeMille (1922)
- The Ordeal, regia di Paul Powell (1922)
- Nice People, regia di William C. de Mille (1922)
- Una donna impossibile (The Impossible Mrs. Bellew), regia di Sam Wood (1922)
- Singed Wings, regia di Penrhyn Stanlaws (1922)
- Spalle al muro (Grumpy), regia di William C. de Mille (1923)
- Triste presagio (Bella Donna), regia di George Fitzmaurice (1923)
- L'onesta segretaria (Lawful Larceny), regia di Allan Dwan (1923)
- The Rendezvous, regia di Marshall Neilan (1923)
- La spada della legge (Name the Man), regia di Victor Sjöström (1924)
- Three Weeks, regia di Alan Crosland (1924)
- The Rejected Woman, regia di Albert Parker (1924)
- Tess of the D'Urbervilles, regia di Marshall Neilan (1924)
- La seconda vita di Arturo Merril (Sinners in Silk), regia di Hobart Henley (1924)
- Tra moglie e marito (Married Flirts), regia di Robert G. Vignola (1924)
- L'arrivista (The Snob), regia di Monta Bell (1924)
- So This Is Marriage?, regia di Hobart Henley (1924)
- Scusatemi tanto! (Excuse Me), regia di Alfred J. Goulding (1925)
- Costa meno a prender moglie (Cheaper to Marry), regia di Robert Z. Leonard (1925)
- La mosca nera (Pretty Ladies), regia di Monta Bell (1925)
- Sun-Up, regia di Edmund Goulding (1925)
- The Only Thing, regia di Jack Conway (1925)
- Lights of Old Broadway, regia di Monta Bell (1925)
- Dance Madness, regia di Robert Z. Leonard (1926)
- Ragione per cui (Memory Lane), regia di John M. Stahl (1926)
- Il delizioso peccatore (The Exquisite Sinner), regia di Phil Rosen, Josef von Sternberg (1926)
- Sesso... che non tramonta (The Waning Sex), regia di Robert Z. Leonard (1926)
- There You Are!, regia di Edward Sedgwick (1926)
- Tin Hats, regia di Edward Sedgwick (1926)
- Heaven on Earth, regia di Phil Rosen (1927)
- Slightly Used (1927)
- Via Belgarbo (Quality Street), regia di Sidney Franklin (1927)
- The Girl from Chicago, regia di Ray Enright (1927)
- Il fantasma del castello (London After Midnight), regia di Tod Browning (1927)
- If I Were Single (1927)
- I lupi della City (Tenderloin) (1928)
- The Crimson City (1928)
- Glorious Betsy, regia di Alan Crosland (1928)
- Il diamante malefico (Diamond Handcuffs) (1928)
- The Michigan Kid, regia di Irvin Willat (1928)
- La donna misteriosa (The Mysterious Lady), regia di Fred Niblo (1928)
- State Street Sadie (1928)
- Caught in the Fog (1928)
- The Terror  (1928)
- Red Wine (1928)
- The Redeeming Sin, regia di Howard Bretherton (1929)
- Kid Gloves, regia di Ray Enright (1929)
- The Idle Rich, regia di William C. de Mille (1929)
- The Thirteenth Chair, regia di Tod Browning (1929)
- Il bacio (The Kiss), regia di Jacques Feyder (1929)
- The Sacred Flame, regia di Archie Mayo (1929)
- Dinamite (Dynamite), regia di Cecil B. DeMille (1929)
- La crociera del folle (The Ship from Shanghai), regia di Charles Brabin (1930)
- Second Wife, regia di Russell Mack (1930)
- Redenzione (Redemption), regia di Fred Niblo e, non accreditato, Lionel Barrymore (1930)
- La divorziata (The Divorcee), regia di Robert Z. Leonard (1930)
- Notte romantica (One Romantic Night), regia di Paul L. Stein (1930)
- Numbered Men (1930)
- A Lady Surrenders (1930)
- Madame du Barry (Du Barry, Woman of Passion), regia di Sam Taylor (1930)
- Today, regia di William Nigh (1930)
- Free Love, regia di Hobart Henley (1930)
- The Right of Way, regia di Frank Lloyd (1931)
- Ripudiata (East Lynne), regia di Frank Lloyd (1931)
- The Bad Sister, regia di Hobart Henley (1931)
- Three Who Loved (1931)
- Il figlio dell'India (Son of India) (1931)
- The Reckless Hour (1931)
- The Pagan Lady (1931)
- I demoni dell'aria (Hell Divers), regia di, non accreditato, George W. Hill (1931)
- The Man Called Back (1932)
- Divorce in the Family (1932)
- Kongo, regia di William J. Cowen (1932)
- Il levriero del mare (Fast Life), regia di Harry A. Pollard (1932)
- The Constant Woman, regia di Victor Schertzinger (1933)
- Ann Vickers, regia di John Cromwell (1933)
- Sposiamoci stanotte (The Marines Are Coming), regia di David Howard (1934)
- Dangerous Corner, regia di Phil Rosen (1934)
- Death Flies East, regia di Phil Rosen (1934)
- One Hour Late, regia di Ralph Murphy (1934)
- Una notte a New York (One New York Night), regia di Jack Conway (1935)
- The Girl from Mandalay, regia di Howard Bretherton (1935)
- Wedding Present, regia di Richard Wallace (1936)
- Yellow Cargo, regia di Crane Wilbur (1936)
- Un ballo al Savoia (Ball at Savoy), regia di Victor Hanbury (1936)
- Navy Spy, regia di Crane Wilbur e (non accreditato) Joseph H. Lewis (1937)
- Pericolo all'ovest (The Gold Racket), regia di Louis J. Gasniere Joseph H. Lewis (1937)
- Bank Alarm, regia di Louis J. Gasnier (1937)
- La rivolta del Messico (The Mad Empress), regia di Miguel Contreras Torres (1939)
- Sul sentiero dei mostri (One Million B.C.), regia di Hal Roach (1940)
- I Want a Divorce, regia di Ralph Murphy (1940)
- Gioia di vivere (Forever Yours), regia di William Nigh (1945)
- Adventures of Rusty, regia di Paul Burnford (1945)
- Stage Struck, regia di William Nigh (1948)
- The Vicious Circle, regia di W. Lee Wilder (1948)
- Secondo amore (All That Heaven Allows), regia di Douglas Sirk (1955)
- Uno sconosciuto nella mia vita (A Stranger in my Arms), regia di Helmut Käutner (1959)

### Televisione
- The 20th Century-Fox Hour – serie TV, episodio 2x17 (1957)
- Crossroads – serie TV, episodi 2x25-2x36 (1957)
- Climax! – serie TV, episodio 4x18 (1958)
- Pursuit – serie TV, episodio 1x08 (1958)
- The Further Adventures of Ellery Queen – serie TV, episodio 1x22 (1959)
- Mr. Lucky – serie TV, episodio 1x02 (1959)
- Thriller – serie TV, episodio 1x11 (1960)
- Ben Casey – serie TV, episodio 1x30 (1962)
- The Lieutenant – serie TV, episodio 1x18 (1964)
- ABC Stage 67 – serie TV, episodio 1x15 (1967)